# Бибки
Би́бки (бел. Бі́бкі) — деревня в Сморгонском районе Гродненской области Белоруссии.
Входит в состав Вишневского сельсовета.
Расположена на северо-востоке района. Расстояние до районного центра Сморгонь по автодороге — около 25 км, до центра сельсовета агрогородка Вишнево по прямой — около 3,5 км. Ближайшие населённые пункты — Малиновая, Осиновка, Постарини-2. Площадь занимаемой территории составляет 0,0805 км², протяжённость границ 1540 м.

## История
Деревня отмечена на карте 1850 года под названием Быбки в составе Вишневской волости Свенцянского уезда Виленской губернии. В 1865 году Бибки насчитывали 26 ревизских душ, относились к имению Козеняты. После Советско-польской войны, завершившейся Рижским договором, в 1921 году Западная Белоруссия отошла к Польской Республике и деревня была включена в состав новообразованной сельской гмины Вишнево Свенцянского повета Виленского воеводства. 1 января 1926 года гмина Вишнево была переведена в состав Вилейского повета.
В 1938 году Бибки насчитывали 16 дымов (дворов) и 78 душ.
В 1939 году, согласно секретному протоколу, заключённому между СССР и Германией, Западная Белоруссия оказалась в сфере интересов советского государства и её территорию заняли войска Красной армии. Деревня вошла в состав новообразованного Сморгонского района Вилейской области БССР. После реорганизации административного-территориального деления БССР деревня была включена в состав новой Молодечненской области в 1944 году. В 1960 году, ввиду новой организации административно-территориального деления и упразднения Молодечненской области, Бибки вошли в состав Гродненской области.

## Население
Согласно переписи население деревни в 1999 году насчитывало 16 человек.

## Транспорт
Через деревню проходит автодорога местного значения Н6747 Малиновая — Постарини-1 — Славчиненты.

## Достопримечательности
В непосредственной близости от деревни находится Жодишковский заказник местного значения.